# Леонгард, Эмилия Ивановна
Эмилия Ивановна Леонгард (род. 18 апреля 1933) — советский и российский учёный-педагог, кандидат педагогических наук, создатель особого направления в сурдопедагогике «Формирование и развитие речевого слуха и общения у детей с нарушением слуха» («Системы Леонгард»), ориентированного на восстановление полноценной жизни глухих и слабослышащих детей и интеграцию их в общество слышащих.

## Биография
Э. И. Леонгард родилась в семье И. К. Леонгардта, российского немца, репрессированного в 1935 г. и расстрелянного в 1937 г., и дочери священника А. Г. Тычининой. Закончила дефектологический факультет МГПИ им. В. И. Ленина. Работала сурдопедагогом в школе-интернате в Люблино, в 1965 г. стала сотрудником лаборатории дошкольного воспитания НИИ дефектологии АПН СССР.
Вокруг проблемы обучения и воспитания глухих и слабослышащих детей в институте сложилась группа трёх учёных: Э. И. Леонгард, Гита Львовна Выгодская (дочь Л. С. Выготского), А. А. Катаева-Венгер. В 1960—1970-е гг. их исследования выявили значительные возможности семейного воспитания глухих и слабослышащих детей, позволяющие восстановить для этих детей нормальное развитие и полноценную жизнь. Это обеспечивалось ранним началом общеразвивающей и коррекционной работы, созданием речевой среды в семье, использованием слуховых аппаратов, длительной работой по развитию речевого слуха, специальной работой по развитию письменной речи. Глухие и слабослышащие дети успешно интегрировались в среду обычных детей в массовых детских садах и школах.
Создавая новую методику обучения и воспитания глухих детей, Э. И. Леонгард, Г. Л. Выгодская и А. А. Катаева-Венгер тесно сотрудничали с экспериментальными детскими садами, организовали «Университет для родителей» при журнале «Жизнь глухих» (позже «В едином строю»), разработали серию последовательно усложняющихся «Заданий для родителей» (пользуясь которыми, многие родители смогли начать работу по восстановлению полноценной жизни своих детей в первые два года жизни и проводить её вплоть до школы), вели всесоюзный диагностический приём, переписывались, сопровождали домашнее воспитание множества глухих детей из разных концов страны.
Методика «Формирование и развитие речевого слуха и речевого общения у детей с нарушением слуха» сложилась во второй половине 1960-х годов и к середине 1970-х годов показала свою успешность на опыте многих воспитанников. По мере роста известности новой методики нарастала и острота дискуссий на учёном совете НИИ дефектологии, поскольку новый подход шёл вразрез со всей традиционной направленностью советской сурдопедагогики и основами государственной системы работы с глухими детьми.
Резкие возражения вызывали ключевые позиции:
- активное участие родителей;
- обучение глухих и слабослышащих детей формам устной речи и письму без использования обязательной в то время пальцевой азбуки — дактилологии;
- постоянное ношение глухими детьми индивидуальных слуховых аппаратов;
- интеграция детей с нарушенным слухом в обычные сады и школы[7].

Во всём этом сказывалось принципиальное расхождение: должны ли глухие дети развиваться на основе общих закономерностей детского развития — или же особым путём, ведущим и к особому итогу — сегрегации в субкультуру глухих, отчуждённую от общества слышащих.

Из примеров, приводимых Э. И. Леонгард, для пояснения того, что на практике означает выбор ориентира на общие закономерности развития детей или же на «особый путь» для глухих:
«Все психологи согласны, что у маленьких детей — трёх-четырёхлетного возраста — восприятие глобальное, а не аналитическое. Но что такое дактилология, которой начинают учить малышей? Это побуквенный анализ слова. Надо запоминать буквы и анализировать слова. Задачи только аналитические. Такова одна проблема, которая встаёт перед глухонемым ребёнком. Есть и другая, не менее болезненная. Ребёнок ещё только овладевает моторикой, ещё толком не разбирается в собственных пальчиках, а ему надо сразу же показать множество жестов…».
— Курбатова Р., Леонгард Э. Два воспоминания об А. В. Запорожце и его руководстве НИИ «Дошкольное воспитание» АПН СССР 
К концу 1970-х споры переросли в серьёзный административный конфликт, в том числе и с директором НИИ дефектологии Т. А. Власовой. Его финалом должно было стать заседание Президиума АПН СССР 25 декабря 1980 года, которое бы разоблачило недопустимость «леонгардовского» подхода к проблемам глухих и слабослышащих детей. Но на заседании после ряда «разоблачительных» выступлений сотрудников НИИ дефектологии научная позиция Э. И. Леонгард была поддержана рядом выдающихся психологов: В. В. Давыдовым, Н. Н. Поддьяковым, В. П. Зинченко и, в особенности, А. В. Запорожцем. Решением Президиума было сформулировано так: «Направление работы сохранить, но перевести в другой институт».
С 1981 года Э. И. Леонгард работает в НИИ дошкольного воспитания АПН СССР в качестве руководителя группы по реабилитации глухих и слабослышащих детей и их интеграции в общество; её ближайшими сотрудниками стали Елена Георгиевна Самсонова и Екатерина Аркадьевна Иванова.
В связи с подготовкой к 1984 году «Типовой программы воспитания и обучения в детском саду» под ред. Э. И. Леонгард была разработана экспериментальная программа «Воспитание и обучение глухих дошкольников в детском саду».
В 1980-е годы в НИИ дошкольного воспитания сложилось тесное сотрудничество Э. И. Леонгард с Е. Е. Шулешко, начинавшим широкое распространение созданной им системы ровеснического образования; в ходе научного сотрудничества сложился тот единый педагогический язык, которым стало возможным описывать нормализацию жизни и глухих, и «обычных» детей в ходе образования.
В 1992 г. после реорганизации НИИ дошкольного воспитания Э. И. Леонгард и её сотрудники перешли в Центр «Дошкольное детство» им. А. В. Запорожца (директор Л. А. Парамонова) и работали там на всём протяжении существования центра до 2013 года. «Леонгардовское» и «шулешкинское» направление исследований и методического сопровождения практики были объединены здесь в лаборатории «Преемственности дошкольного и школьного детства» (под руководством Т. В. Тарунтаевой).
В 1997 создан «Центр Леонгард по обучению и социокультурной реабилитации глухих и слабослышащих детей», проводящий обучение глухих и слабослышащих детей, их родителей и педагогов-специалистов разных городов и населённых пунктов России и некоторых стран СНГ.
С 2000 г. Э. И. Леонгард — доцент МГТУ им. Н. Э. Баумана, где совмещает преподавательскую и исследовательскую работу с организацией сопровождения студентов с нарушением слуха при освоении ими инженерных специальностей.

## Принципы «Системы Леонгард»
- Подавляющее большинство глухих детей имеют те или иные остатки слуха, которые необходимо развивать. В результате раннего двустороннего слухопротезирования и многолетней работы по развитию слухового восприятия у неслышащих детей может успешно формироваться речевой слух, который будет, как и у слышащих, базой для становления их устной речи[17][18].
- Глухой ребёнок не рождается со «специальной психологией». Она формируется, если малыша изолируют от семьи, общества и не обучают родному языку в общепринятой устной форме. Нормализованная же практика приводит к тому, что по своему душевному состоянию воспитанники не превращаются в инвалидов, а вырастают успешными людьми, уверенно чувствующими себя в обществе слышащих.
- Нормальный ход развития глухих детей — это следствие сохранения для неслышащих детей жизни в семье — то есть естественной среды родственных связей, речевого уклада, традиций и культуры, в которой живёт ребёнок. Родители не только обучают и воспитывают своих глухих детей, но выступают носителями культуры, языка, тех общечеловеческих качеств, на которых зиждется духовная связь детей и их близких, строятся душевные отношения в семье.
- Для того чтобы ребенок хотел говорить, не мог обходиться без этой способности, он должен стать участником какого-либо дела, значимого и для него, и для взрослого (или же для него и других детей). Потому речевое обучение глухих детей должно базироваться на их постоянной активности. Она возникает и поддерживается в необходимой и интересной для каждого ребенка деятельности, организуемой взрослыми на занятиях и в повседневной жизни[19].
- Необходимо всячески укреплять уверенность ребёнка в своих силах. Ребёнок, не уверенный в своих силах, предпочитает молчать, а не говорить. Потому, в частности, нужно давать ребёнку возможность самостоятельно исправлять ошибку, самому (или вместе с другими детьми) искать решение задачи[20].
- Мама должна прежде всего оставаться мамой, а не учительницей. Потому занятия с ребёнком должны естественным образом вплетаться в жизнь; недопустимо и любое форсирование обучения[21].

## «Система Леонгард» как социокультурная практика
«Педагогика Леонгард» — пример социокультурного подхода в образовании: и по общей направленности работы с детьми, и с точки зрения её становления и развития в качестве общественной практики.
При отсутствии государственной поддержки «система Леонгард» развивалась прежде всего как общественное движение семей и педагогов, опираясь на их взаимопомощь и взаимообучение. Родители активно овладевали методикой работы с собственными детьми и нормальным повседневным общением с ними, становясь их друзьями и партнёрами. Происходила одновременная реабилитация детей и родителей, семья выходит из состояния депрессии (в котором часто пребывает после обнаружения у ребёнка дефекта слуха).
Одной из форм существования «системы Леонгард» уже в 1970-е годы стали родительские конференции, на которых выступали родители, рассказывая о своей работе с детьми. (При этом родители делились опытом, знакомились между собой, дети отвечали на вопросы, играли на музыкальных инструментах, пели, танцевали; затем семейное общение продолжалось: люди ездили в гости, справляли дни рождения детей, помогали друг другу в разных отношениях.)
Первые региональные организации «леонгардистов» вырастали из родительских объединений, а в дальнейшем принимали разные формы, в зависимости от местных возможностей и появления в том или ином месте увлеченных и грамотных специалистов и организаторов. Это могли быть учебные центры при родительских ассоциациях (например, в Нижнем Новгороде долгие годы действовала родительская ассоциация «НОРДИС», создавшая при себе детский сад и школу), сурдореабилитационный центр (в Ульяновске), интернат (в Ставрополе), уникальный медико-педагогический центр в Набережных Челнах, кабинеты в консультативных поликлиниках, классы в государственных школах, в Москве — общеобразовательная инклюзивная школа «Ковчег» (созданная усилиями специалистов Центра лечебной педагогики под руководством А. Л. Ленартович) и т. д.
Через обучение по системе «Формирование и развитие речевого слуха и общения у детей с нарушением слуха» прошло более 25 тыс. глухих и слабослышащих детей, проживающих в 120 городах и поселках России и одиннадцати других государств; в России действует около двух десятков организаций, где педагоги работают и обучают родителей по «системе Леонгард».
Обучение «леонгардовских» детей в обычных детских садах и школах стало одним из первых массовых проявлений в России опыта инклюзивного образования. Обнаружилось, что когда недостаток слуха перестает быть препятствием при общении со слышащими, то при правильном поведении взрослых (учителей, воспитателей, родителей) недостаток слуха у товарища вызывает у слышащих детей чувство сострадания, желание помочь; часто слышащие дети становятся надёжными и верными товарищами глухих и слабослышащих. Так инклюзивное образование оказывалось педагогическим ресурсом не только для детей с физическим недостатком, но и для развития «обычных» детей.

## Значение исследований Э. И. Леонгард для образования обычных детей
Академика А. В. Запорожца в подходе Э. И. Леонгард в особенной степени привлекало подтверждение того факта, что дети с глубоким поражением слуха могут развиваться в соответствии общим закономерностям детского развития (в том числе и в речевой сфере), а особенности становления их психики и речи наглядно раскрывают скрытые механизмы развития слышащего ребёнка.
Исследованиями Э. И. Леонгард и её сотрудников было установлено, что ход познавательного и речевого развития детей слышащих и детей с патологией слуха может быть аналогичен при различном темпе развития тех или иных сторон познавательной и речевой деятельности. Сами же темпы слухо-речевого развития и речевого общения определяются не столько степенью сохранности слуховой чувствительности (глухой /слышащий), сколько условиями организации воспитания и обучения детей.
По формулировке Э. И. Леонгард: «Как ни парадоксально, о слухе вспоминают тогда, когда возникают проблемы глухоты. Но на самом деле у детей слабослышащих и детей физиологически „нормальных“ большая часть проблем в отношении слуха совпадает (различается лишь острота этих проблем)».
В образовании «обычных» детей опыт «педагогики Леонгард» важен по крайней мере с трёх точек зрения:
- для понимании роли слуха в ходе общего развития человека;
- для понимании того, что означает нормализация жизни детей и взрослых в ходе образования (а также для определения ключевых параметров нормализации самой системы образования);
- для понимания того, как может взрослый (родитель, воспитатель, учитель) сознательно конструировать своё педагогическое поведение — поскольку таково необходимое условие для образования ребёнка в «Системе Леонгард»[28].

Подобная постановка задач сближала исследования Э. И. Леонгард с исследованиями Е. Е. Шулешко и педагогической практикой ровеснического образования, отразившись в ряде значимых теоретических выводов. В частности Шулешко подчёркивал, что «именно неуловимый сторонним взглядом и ухом слух, способность слышать и слушать является ключевой функцией нормально действующего лица…»

## Тезисы Э. И. Леонгард о путях нормализации образования в связи с опытом сурдопедагогики

### О механизме речевого слуха
«Слуховая система человека, настроенная на восприятие и порождение речи, выполняет свою функцию только тогда, когда её элементами являются: а) слушание; б) почти синхронное проговаривание, воспроизведение услышанного; в) синхронное самопрослушивание; г) осмысление услышанного (возникновение представлений, образов слов, вслушанных и выговоренных)…
Становление механизма речевого слуха происходит в течение длительного времени — это не только период дошкольного детства, но и первые годы школьной жизни. Слышащие дети далеко не всегда воспринимают содержание тех несложных заданий, с которыми к ним обращается взрослый. Часто слышащие дети ведут себя как функционально глухие. И для того, чтобы дети, обладающие сохранной слуховой системой, стали подлинно, функционально слышащими, при их воспитании и обучении также должны соблюдаться определённые условия — те самые, на которые опираются при помощи глухим детям в их развитии. И потому условия „нормальной работы“ речевого слуха должны обеспечиваться во всей полноте на каждом занятии в саду или».

### Об укреплении внимания
«Осознанное вслушивания воспитывается не путем увещеваний, а с помощью специальных ситуаций общения с детьми… Внимательными к произносимому взрослым тексту детей делает само содержание текстов — оно должно быть необычным. В текстах заданий должен отсутствовать смысловой стереотип.
Из шаблонных и/или ошибочных представлений дети выводятся не с помощью отрицательной оценки („Вы нарисовали неправильно…“), а путем осмысливания ситуации самими детьми, которые (глядя на свои рисунки) рассказывают и обсуждают, что у них получилось».

### О значении движений для развития слуха и речи
«Речь — это не столько продукт работы органов артикуляции, сколько итог согласованной работы мышления, остаточного слуха, разнообразных движений. Развитие движений — первый и необходимый шаг к развитию речи, какой бы отдалённой на первый взгляд ни казалась эта связь. Всё это касается и детей с нормальным слухом. Но мало кто из родителей слышащих детей озабочен тем, что ребёнок не будет хорошо говорить, потому что мало двигается и его движения плохо скоординированы».

### О чертах нормализации жизни детей
«Что означает нормальное поведение ребёнка?… Из всех качеств, которые обычно относят к этому термину, для нас важно отметить следующие два.
Первое — это умение ребёнка реализовать свои намерения и желания в общепринятой форме. Психически здоровый, нормальный ребёнок в своём поведении постоянно проявляет факт человеческой взаимозависимости — будь это улыбка младенца, обращённая к матери; извинения мальчика, нечаянно толкнувшего прохожего и т. д. В опыте ребёнка каким-то образом представлен факт невозможности существования в одиночестве, без других людей.
Второй важный момент есть проявление того же самого факта но в форме овладения предметным содержанием… Ребёнок может, участвуя в определённым образом организованной ситуации делового общения людей, и овладеть предметным содержанием, и выразить свою власть над ним в речи. Назвать — это уже приобщить себя к окружающему в данное время».

### О налаживании общении в ходе занятий и чувстве соучастия в общем деле
«Учителям надо насыщать предметные отношения опытом общения, а личностное общение насыщать предметным содержанием… Сделать это можно только тогда, когда, во-первых, свободное обращение к однокласснику перестанет быть запретным, а станет стилем решения практической ситуации. И, во-вторых, когда у детей общение станет нормой школьной жизни, когда урок станет формой делового сотрудничества детей.
… Задача педагога в работе с детской группой — построить жизнь в классе как развитие внимания детей друг к другу, деловой необходимости в напарнике по работе — то есть как воспитать у ребёнка чувство соучастия в общем деле».

## Цитаты Э. И. Леонгард
«Готовность детей к контактам с людьми… не возникает сама по себе. Она формируется тогда, и только тогда, когда дети воспитываются в обстановке доброжелательности, когда их с самого раннего возраста приучают не только получать что-то от других, не только просить, но и давать, дарить, помогать другим и получать от этого радость. Обстановка доброжелательности не исключает осуждения каких-либо проступков детей, проявлений ими грубости, агрессии и т. п. Но осуждение со стороны взрослых не должно выражаться в грубой форме, унижающей достоинство ребёнка. Взрослым нужно всегда помнить: дети возвращают нам те формы поведения, которые они наблюдают у нас»— Леонгард Э. И. Общество слышащих и наши дети //В едином строю. №4. 2008 

«При столкновении с горем почти у всех родителей нарушаются нормальные взаимоотношения с окружающими, иногда прерываются все связи с друзьями и знакомыми; меняется стиль жизни семьи, часто в семье создается атмосфера нервозности, нередко кончающаяся разводом. Не спасают положение длительные поиски эффективных методов лечения. Единственным средством возвращения родителей к нормальной жизни является включение их в обучение своих детей. Как только родители начинают понимать, что они могут помочь ребёнку (получая от нас конкретный, доступный каждому материал для занятий), все их душевные и физические силы направляются на дело (а не на слёзы), они становятся творцами, и их психическое (да и физическое) состояние резко меняется. Они возвращаются к жизни, вновь начинают испытывать радость. Они получают помощь от других родителей, уже прошедших этот путь, а затем сами помогают начинающим. Они живут богатой духовной жизнью, улучшается психологический климат семьи, восстанавливается нормальное выполнение профессиональных обязанностей»— Е. А. Иванова, Е. Г. Самсонова, Э. И. Леонгард. Я не хочу молчать!: опыт работы по обучению детей с нарушениями слуха по методу Леонгард. М.: Теревинф, 2008. С. 89.

### Основные работы Э. И. Леонгард
- Венгер А. А., Выгодская Г. Л., Леонгард Э. И. Отбор детей в специальные дошкольные учреждения. М., 1972.
- Венгер А. А., Выгодская Г. Л., Леонгард Э. И. Отбор детей в специальные дошкольные учреждения. М.: Просвещение, 1972. (Эл. публ.: https://cyberpedia.su/3x5885.html)
- Выгодская Г. Л., Катаева А. А., Козицкая Е. В., Леонгард Э. И., Самсонова Е. Г. Речевое развитие детей с дефектами слуха. М.: НИИ дошк. восп., 1985.
- Леонгард Э. И., Самсонова Е. Г., Иванова Е. А. Я не хочу молчать. М.: Просвещение, 1990 (и последующие издания).
- Леонгард Э. И., Самсонова Е. Г. Развитие речи детей с нарушенным слухом в семье. М., 1991.(Эл. публ.: http://phonak-kids.ru/articles/teaching/razvitie-rechi-detey-s-narushennym-slukhom-v-seme/)
- Леонгард Э. И. Всегда вместе. Программно-методическое пособие для родителей детей с патологией слуха. Центр инноваций в педагогике, 1995. (Эл. публ.: http://setilab.ru/modules/article/view.article.php/209)
- Леонгард Э. И. Всегда вместе. Ч.II. М.: Центр Леонгард, 2000.
- Леонгард Э. И., Самсонова Е. Г. Система формирования и развития речевого слуха и речевого общения у детей с нарушением слуха // сб. «Инновации в Российском образовании.». М.: Министерство общего и профессионального образования Российской Федерации, 1999.
- Леонгард Э. И. Возвращение слуха // в кн. Шулешко Е. Е. Понимание грамотности. М.: Мозаика-синтез, 2001. С. 364—366. (Эл. публ.: http://setilab.ru/modules/article/view.article.php/c24/247/p76)
- Леонгард Э. И., Самсонова Е. Г., Иванова Е. А. Нормализация условий воспитания и обучения детей с ограниченными возможностями в условиях инклюзивного образования. Что важно знать родителям, воспитателям и учителям при обучении и воспитании детей с нарушением слуха (Методическое пособие). / Отв. ред. С. А. Войтас. М.: МГППУ, 2011. (Эл. публ. http://kgbou5.ru/assets/files/bannery/fgos/6.sbornik_po_narusheniyam_sluha_7_vypusk_grc.pdf)
- Леонгард Э. И. Безбарьерная среда для ребёнка с нарушением слуха в образовательном пространстве массовой школы // Материалы Второй межрегиональной конференции (6—10 декабря 2012 года). Москва. 2012.
- Программа «Общение»: Воспитание и обучение слабослышащих детей дошкольного возраста в детском саду / под ред. Э. И. Леонгард. М., 1995.
- Развитие речи детей с нарушенным слухом в детском саду. Методические рекомендации / под ред. Э. И. Леонгард. М.: НИИ дошкольного воспитания АПН СССР 1988.

### Другие книги о «Системе Э. И. Леонгард»
- Белик И. С. Музыка против глухоты: Опыт индивидуальных занятий музыкой с неслышащими детьми по программе детской музыкальной школы. М.: ВЛАДОС, 2000.
- Белик И. С. Зачем глухому музыка? М.: ВЛАДОС, 2001.
- Методическое пособие в помощь педагогам, работающим по системе Э. И. Леонгард (ч. I и II). Набережные Челны: Центр реабилитации слуха, 2004.
- Русаков А. С. Эпоха великих открытий в школе девяностых годов. СПб.: Агентство образовательного сотрудничества, 2004.
- Самсонова Е. Г. О часах. О циферблате. Математические наблюдения с дошкольниками. СПб., 2013.
- «Семья может всё». Материалы IV Всесоюзной конференции родителей детей с нарушением слуха. СПб.: Ленинградский восстановительный центр ВОГ, 1992.
- Шулешко Е. Е. Понимание грамотности. В 2 тт. СПб.: Образовательные проекты, 2011.
- Яцунова О. Не такая, как все? Н. Новгород: Русский купец, 1993.